# Gemballa

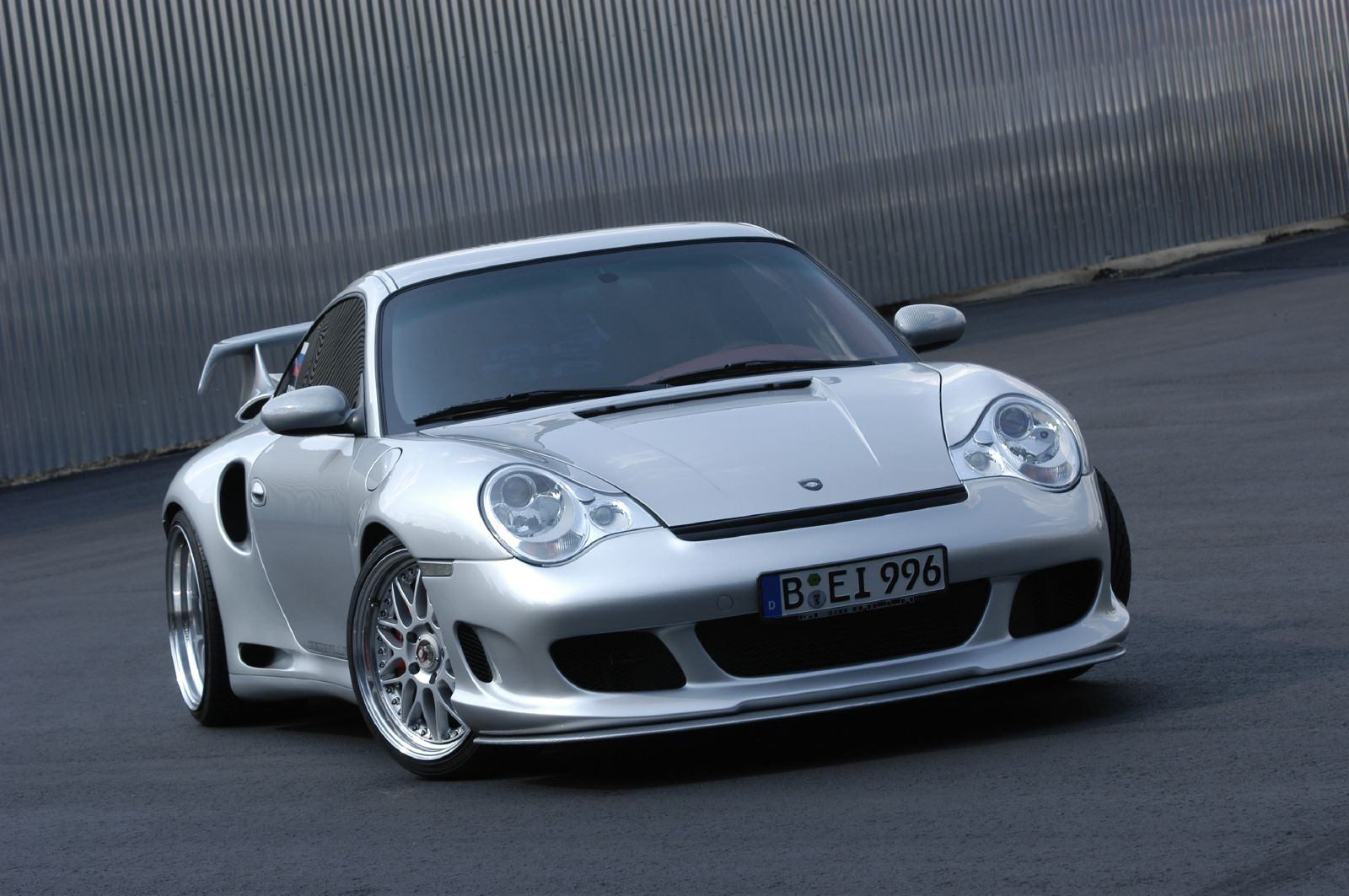
Gemballa GTR 650 Evo: Sportwagen auf der Basis des Porsche 911.

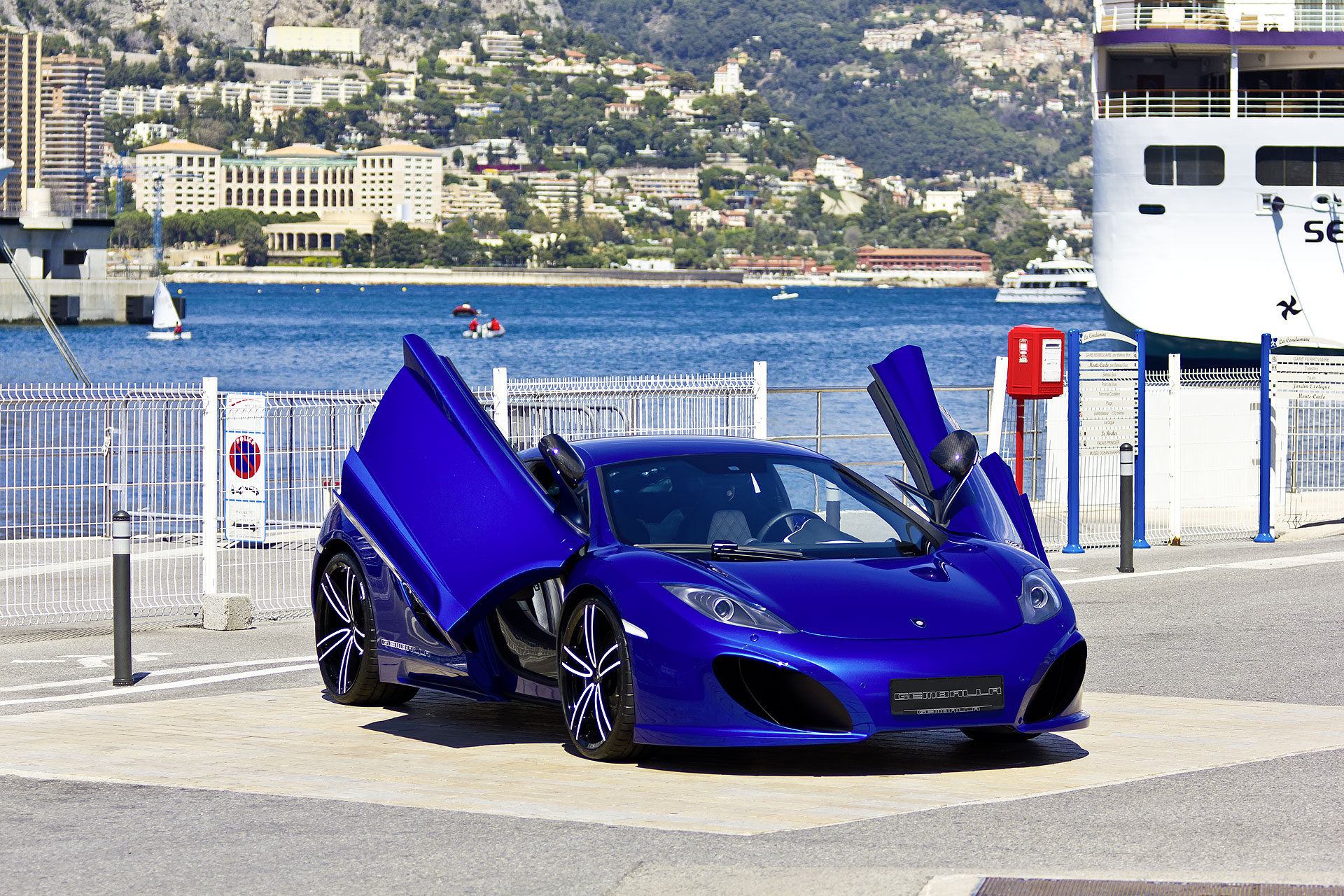
Gemballa GT (auf Basis des McLaren MP4-12C)

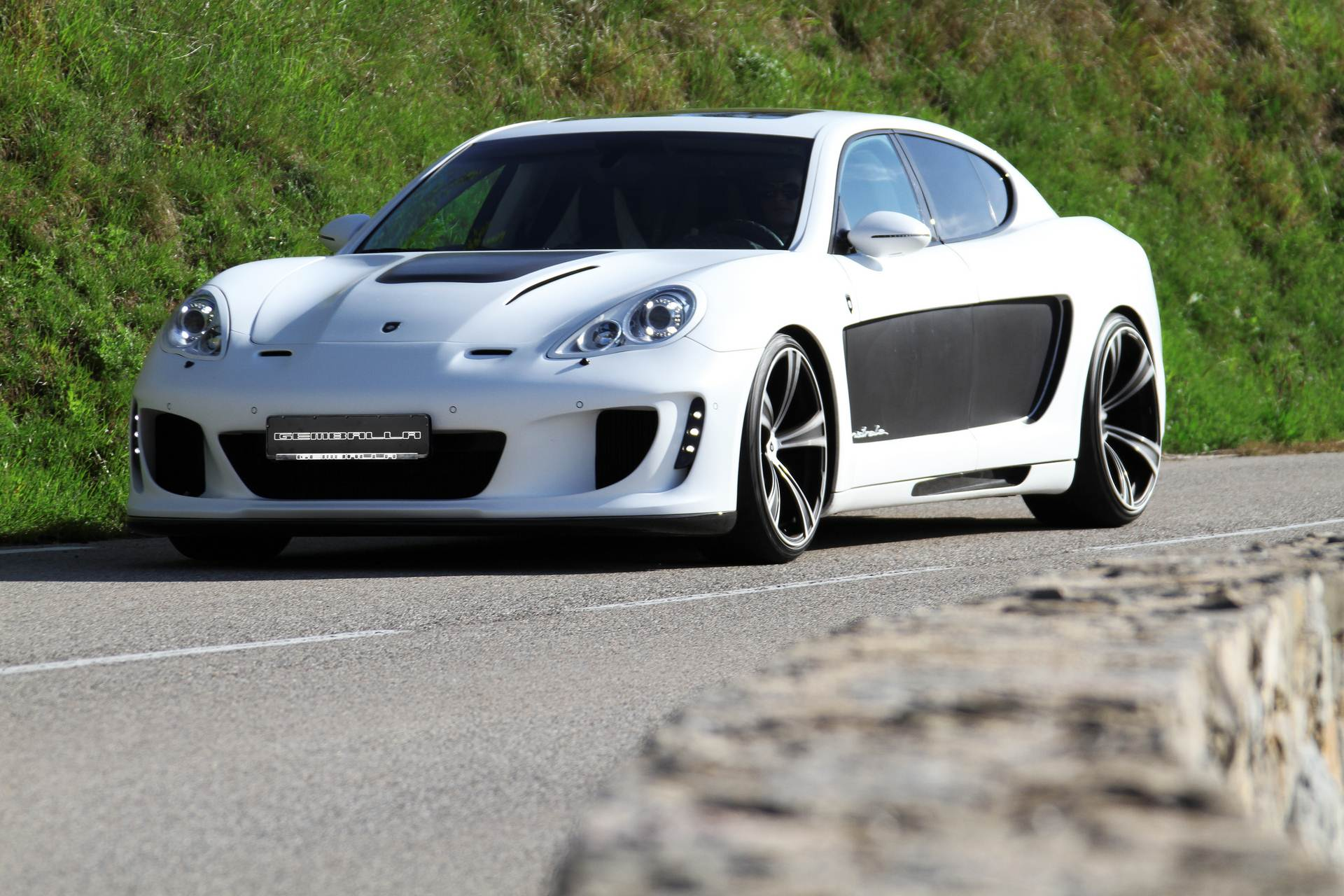
Gemballa Mistrale

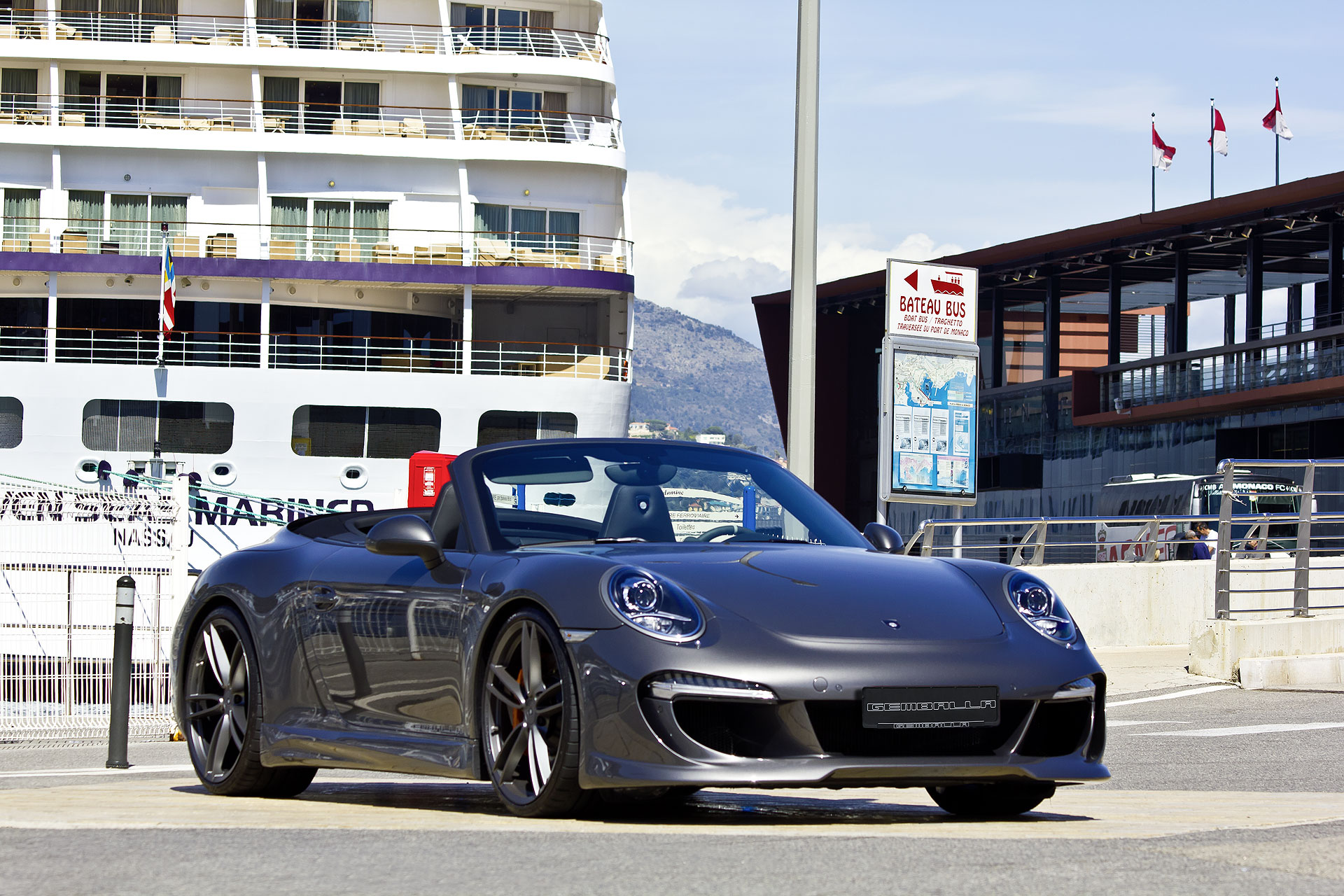
Gemballa GT Cabrio (auf Basis des Porsche 991)

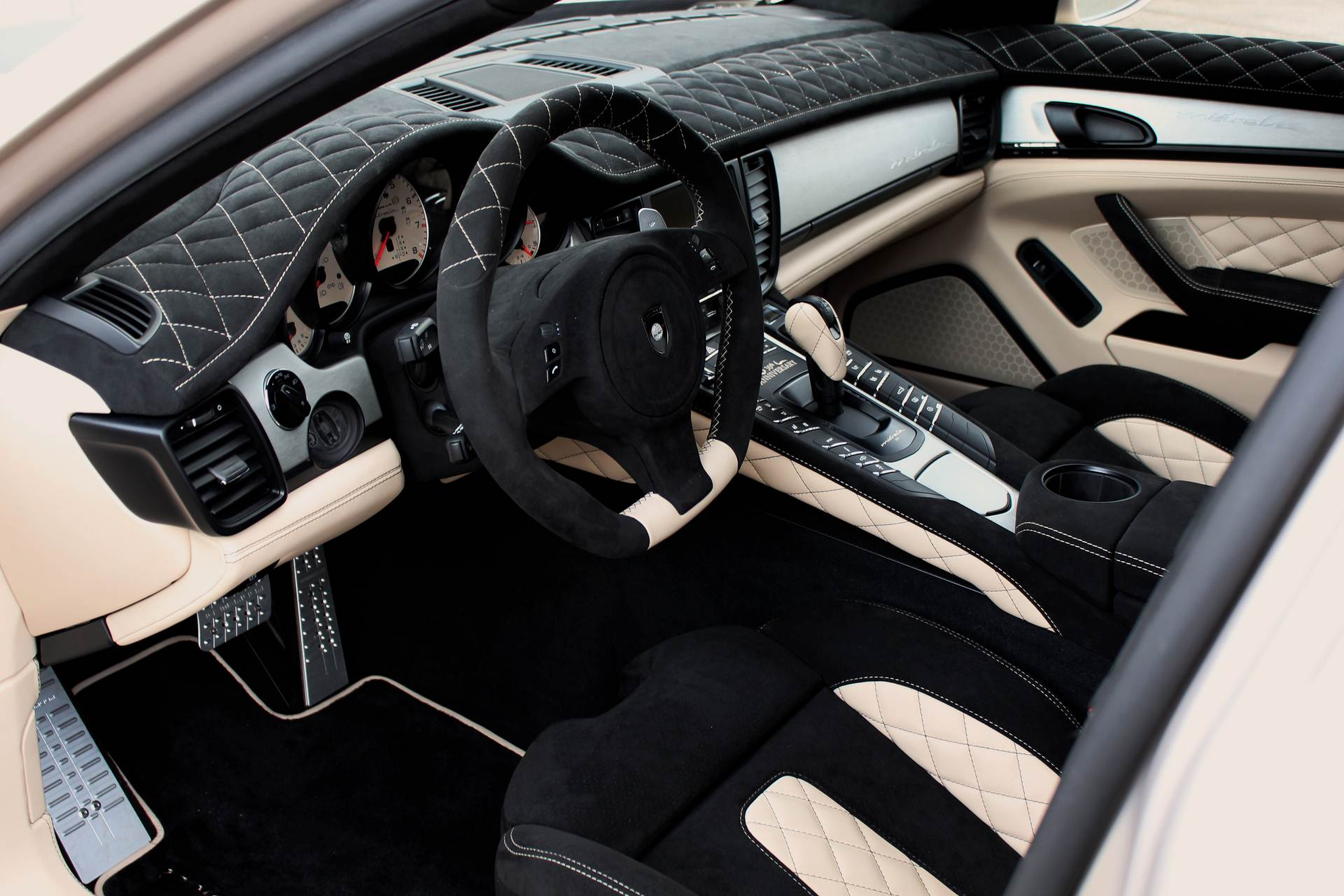
Gemballa-Innenausstattung (in einem Mistrale)

Die Gemballa GmbH ist ein deutscher Automobilhersteller und Fahrzeugveredler mit Sitz in Leonberg. Das Unternehmen ist auf die Leistungssteigerung von Porsche-Fahrzeugen spezialisiert und baut auf der Basis von Porsche-Rohkarosserien eigene Fahrzeuge. Seit 2012 dienen auch Fahrzeuge der Rennsport-Marke McLaren regelmäßig als Basis für Autokreationen in der Modellpalette des Fahrzeugveredlers.

## Geschichte
1981 wurde das Unternehmen unter dem Namen G-Topline Automobiltechnik GmbH & Co. KG von Uwe Gemballa gegründet. Anfangs beschränkte man sich auf den Einbau hochwertiger Stereoanlagen und auf Innenumbauten an VW-, Mercedes- und Porsche-Fahrzeugen. Bei den kompletten Änderungen am Interieur wurden meist alle Einbauteile mit Alcantara oder Leder bezogen. Nachdem aber später die Umbauten an den Fahrzeugen durch Leistungssteigerung der Motoren und Veränderungen der Karosserien massiv in die Technik eingriffen, erlaubten Mercedes und Porsche nicht mehr, ihre Markenzeichen am Fahrzeug zu belassen. Gemballa wurde daraufhin vom Kraftfahrt-Bundesamt offiziell als Automobilhersteller anerkannt.
Im Jahre 2009 verfügte die Gemballa Automobiltechnik GmbH & Co. KG über ein weltweites Vertriebsnetz mit neun Verkaufsniederlassungen und etwa 50 Angestellten. Nachdem Firmengründer Uwe Gemballa im Februar 2010 in Südafrika entführt worden war, wurde mit Beschluss vom 22. Februar 2010 vom Amtsgericht Ludwigsburg das Insolvenzverfahren über das Vermögen des Unternehmens eröffnet.
Investor Steffen Korbach erwarb die Marken- und Namensrechte der Marke Gemballa. Die neu gegründete Gemballa GmbH übernahm daraufhin die Vermögensgegenstände der abgewickelten Alt-Gesellschaft und nahm am 16. August 2010 den neuen Geschäftsbetrieb auf. Geschäftsführer ist seit Dezember 2015 Steffen Korbach.
Am 25. Januar 2011 erfolgte der Börsengang der Gemballa Holding SE an der Frankfurter Wertpapierbörse. Die Börsennotierung endete am 14. Dezember 2012. 2015 wurde der Vorstand um Moritz Hunzinger erweitert, der zum 31. Dezember 2020 ausschied.

## Fahrzeugmodelle
Gemballa fertigt verschiedene Fahrzeugmodelle, die auf Fahrzeugen der Marken Porsche, Ferrari und McLaren basieren.
- Gemballa Avalanche auf der Basis des Porsche 911
- Gemballa MIG auf der Basis des Ferrari Enzo Ferrari
- Gemballa Tornado auf der Basis des Porsche Cayenne
- Gemballa GT Aero 1/2/3 auf der Basis des Porsche Cayenne
- Gemballa Mirage GT auf der Basis des Porsche Carrera GT
- Gemballa Mistrale auf der Basis des Porsche Panamera
- Gemballa GT auf Basis des Porsche 991
- Gemballa GT auf Basis des McLaren MP4-12C[6]
- Gemballa GTR 8XX EVO-R auf Basis des Porsche 991 Turbo
- Gemballa GTP auf Basis des Porsche Panamera

## Mordfall Uwe Gemballa
Seit einer Geschäftsreise am 8. Februar 2010 nach Südafrika galt der Unternehmensgründer Uwe Gemballa als vermisst. Am 28. September 2010 wurde der erstickte Gemballa, eingewickelt in Plastikfolie, westlich von Pretoria gefunden. Neue Hinweise widerlegen, dass Uwe Gemballa in illegale Geschäfte verwickelt war. Laut Stern heißt es im Gegenteil sogar, dass Uwe Gemballa ein Geschäft dieser Art ablehnte und deshalb sterben musste. Im Oktober 2010 gestand ein 28-Jähriger aus Pretoria die Tat und wurde zu 20 Jahren Haft verurteilt. Im November 2013 wurde der als Drahtzieher vermutete tschechische Geschäftsmann Radovan Krejcir, der bei mehreren Mordfällen beteiligt gewesen sein soll, in Südafrika verhaftet.